# NGC 1264

NGC 1264

NGC 1264 في الفهرس العام الجديد، هي مجرة، تقع في كوكبة حامل رأس الغول. اكتشفت في 19 أكتوبر 1884 .

## روابط خارجية
- NGC 1264 على موقع ويكي سكاي: DSS2, SDSS, GALEX, IRAS, Hydrogen α, X-Ray, Astrophoto, Sky Map, Articles and images